# Robin Henderson
Robin Neely Henderson, née en 1960 à Decatur en Alabama, est la directrice associée à la gestion du centre de vol spatial Marshall de la NASA, situé à Huntsville, en Alabama. Elle a été nommée directrice par intérim du centre à compter du 3 août 2012, à la suite du départ à la retraite de l'ancien directeur, Arthur Eugene Goldman, parti occuper un poste dans le secteur privé. Le 25 septembre 2012, la NASA a nommé Patrick Scheuermann comme nouveau directeur permanent du centre.

## Biographie

### Éducation
Henderson est diplômée du lycée Austin à Decatur, Alabama. Elle s’est inscrite à l’Université de l'Alabama à Huntsville en tant qu’étudiante en commerce, mais après avoir travaillé comme étudiante en alternance chez Martin Marietta, Henderson a changé de filière. Elle a été transférée à l’Université de l'Alabama à Tuscaloosa, où elle a obtenu en 1983 un baccalauréat en génie industriel. En 2010, elle a été nommée Distinguished Engineering Fellow par le College of Engineering de l’Université de l'Alabama.

### Carrière
Henderson a rejoint le Centre de vol spatial Marshall (MSFC) en 1983. Elle a travaillé en tant qu'analyste technique pour le bureau de planification et de contrôle du projet du télescope spatial Hubble jusqu'en 1986. Cette année-là, elle a accepté une mission d'un an pour soutenir le bureau du programme de la Station spatiale internationale au siège de la NASA à Washington, D.C.. En 1987, elle a été analyste technique pour le bureau des projets de la station spatiale.
De 1988 à 1990, elle a été assistante du responsable du bureau de projet des systèmes spatiaux. Henderson a été gestionnaire administrative pour le bureau des projets de l'étage supérieur de 1990 à 1993, « supervisant tous les aspects administratifs du développement par le centre Marshall des étages de fusées consommables et des systèmes associés ». De 1993 à 1995, Henderson a été gestionnaire administrative du bureau des projets de microgravité de la NASA et de 1995 à 1997, elle a occupé le poste de directrice adjointe de ce bureau.
De 1998 à 2002, elle a été directrice adjointe du bureau du programme de recherche en microgravité. De 2002 à 2004, Henderson a été directrice des opérations du Centre national pour la science et la technologie spatiales (National Space Science and Technology Center). À ce poste, elle gérait les opérations du centre et proposait des stratégies commerciales au directeur exécutif du centre. Henderson a été nommée directrice associée à la gestion du Centre de vol spatial Marshall en août 2004
.
Le 9 juillet 2012, le directeur par intérim du centre Marshall, Arthur E. "Gene" Goldman, a annoncé son départ de la NASA pour devenir directeur exécutif de la division des opérations spatiales du sud-est d’Aerojet,,. Ce même jour, la NASA a annoncé que Henderson, alors directrice associée à la gestion du centre, remplacerait Goldman au poste de directrice par intérim à compter du 3 août 2012,. Le 25 septembre 2012, la NASA a nommé Patrick Scheuermann, alors directeur du Centre spatial John C. Stennis de la NASA, comme nouveau directeur permanent du Centre de vol spatial Marshall.

### Vie privée
Née Robin Neely, Henderson est originaire de Decatur, Alabama. Elle et son mari, Cecil W. Henderson Jr., ont trois enfants adultes.

## Distinctions et récompenses
Au cours de sa carrière à la NASA, Henderson a été honorée à plusieurs reprises pour son travail au sein de l'agence. En 1996, elle a reçu la NASA Exceptional Achievement Medal pour ses « contributions remarquables à la planification et au développement de nombreux projets en microgravité ». En 2005, elle a reçu la NASA Outstanding Leadership Medal pour son « leadership exceptionnel, son dévouement et son professionnalisme » durant la réorganisation du Centre Marshall, conformément à l’initiative de la NASA pour une nouvelle exploration de la Lune, de Mars et au-delà. En 2006, elle a reçu la Presidential Rank Award pour son « leadership remarquable et son service » au sein de la NASA.
Henderson a également reçu plusieurs NASA Group Achievement Awards et Special Service Awards pour ses « contributions exceptionnelles à la réalisation des objectifs de mission spatiale de la NASA ». En 2004, elle a été présidente de la Marshall Management Association, une organisation regroupant des cadres et employés du MSFC, qui « soutient l'excellence au sein du personnel » et « participe à des initiatives éducatives destinées à inspirer et encourager les futures générations d'ingénieurs, de scientifiques et d'explorateurs spatiaux ».